# 东方齿缘壳蛞蝓
东方齿缘壳蛞蝓（学名：Yokoyamaia orientalis）为壳蛞蝓科齿缘壳蛞蝓属的动物。在中国大陆，分布于香港等地，属于温带性种类。其多见于潮下带泥砂质底。其种加词“orientalis”意为“东方的”。